# USD Irsinese Calcio Matera
Unione Sportiva Dilettantistica Irsinese Calcio Matera byl italský fotbalový klub sídlící ve městě Irsina. Klub byl založen v roce 2009 jako Fortis Murgia Irsina. V létě 2011 byl do klubu sloučen klub Real Irsina. Klub zanikl v roce 2012 po prodeji sportovní licence klubu ASD Matera Calcio.

## Umístění v jednotlivých sezonách
| Sezóny  | Liga                  | Úroveň | Z  | V  | R  | P  | VG | OG | +/- | B  | Pozice |
| ------- | --------------------- | ------ | -- | -- | -- | -- | -- | -- | --- | -- | ------ |
| 2009/10 | Eccellenza Basilicata | 6      | 30 | 18 | 10 | 2  | 63 | 19 | +44 | 64 | 1.     |
| 2010/11 | Serie D – sk. H       | 5      | 34 | 12 | 8  | 14 | 33 | 38 | -5  | 44 | 9.     |
| 2011/12 | Serie D – sk. H       | 5      | 34 | 9  | 9  | 16 | 40 | 52 | -12 | 36 | 13.    |